# Chào anh, Mr Right của em
Chào anh, Mr Right của em là phim hài kịch khuôn viên Trung Quốc được sản xuất bởi iQiyi, Công ty Truyền thông Văn hóa Hoạt Thạch Thượng Hải và Công ty Truyền thông Văn hóa Cập Mậu Bắc Kinh, đạo diễn bởi đạo diễn Hàn Quốc Seung-hwan Han, Lee Dong-gun, Quan Hiểu Đồng, Trân Dương, Hạ Chí Viễn, Cao Hãn Vũ đóng vai chính cùng những diễn viên khác .
Bộ phim dựa trên cuộc sống hàng ngày của các học sinh trung học đương đại, và kể về một câu chuyện tình yêu trẻ trung và khó hiểu .

## Diễn viên
- Lee Dong-gun vai Châu Vũ Đằng

Một giáo viên toán học, với anh trai Lâm Hạ - Lâm Đông là bạn tốt. Bạn trai cũ của Diệp Thanh Văn.
- Quan Hiểu Đồng vai Lâm Hạ

Học sinh trung học, một nữ học sinh năng động, dám yêu dám hận. Em gái Lâm Đông.
- Trâu Dương vai Cố Đình Đình

Bạn thân của Lâm Hạ. Người không hài lòng với ngoại hình của mình, luôn bí mật "thay đổi" khuôn mặt của mình giống như ngôi sao
- Hạ Chí Viễn vai Cao Tráng Tráng

Bạn thân của Lâm Hạ và Cổ Đình Đình, thần tượng Monsta X.
- Cao Hãn Vũ vai Thẩm Hạo Nhiên
- Dương Kim Thừa vai Lâm Đông

Bác sĩ thẩm mỹ đẹp trai, là anh trai của Lâm Hạ, với Châu Vũ Đằng, giáo viên của Lâm Ha, là bạn tốt. Anh ấy thực sự muốn có được sự chú ý của Diệp Thanh Văn, nhưng anh ấy chưa bao giờ có thể chiếm được trái tim của Diệp Thanh Văn.
- Lee Soo-mi vai Diệp Thanh Văn

Giáo viên tiếng Anh, bạn gái cũ của Châu Vũ Đằng.
- Kim Vưu Mĩ vai Đinh Bội

Lớp trưởng cũng là một bông hoa của trường. Thích Hoàng Tiểu Thần, cho rằng Lâm Hạ ăn cắp vòng cổ của cô.
- Đổng Hạo Nhiên vai Hoàng Tiểu Thần

Thích Lâm Hạ. Anh rất nổi tiếng tại các trường, bất cứ nơi nào anh ấy đến, anh ấy phải hét lên và được các cô gái cỗ vũ. Tuy nhiên thường bị Lâm Hạ chế nhạo là "thiếu cân bằng IQ"

## Nội dung
Lâm Hạ 17 tuổi là nữ sinh trung học lười học, nghịch ngợm, nhưng giả vờ quyến rũ trưởng thành, trong một đêm, "chạm trán" Châu Vũ Đằng 35 tuổi, là người có vẻ mặt lạnh lùng. Ngày hôm sau Châu Vũ Đằng trở thành gáo viên chủ nhiệm của Lâm Hạ! Điều khiến hai người không thể tin được là Châu Vũ Đằng là bạn tốt của anh trai Lâm Hạ, Lâm Đông, hơn một thập kỷ trước, cả hai xuất hiện trong bức ảnh chụp tốt nghiệp...

## Lịch phát sóng
25 tháng 1 năm 2016, phim phát sóng trên trang mạng iQiyi từ thứ Hai đến thứ Sáu hàng tuần lúc 20:00.

## Nhạc phim
| Tên                | Lời           | Soạn nhạc                  | Trình bày     | Ghi chú     |
| ------------------ | ------------- | -------------------------- | ------------- | ----------- |
| My love            | Seo Dong Sung | Park Seong-il, Lý Đạo Hanh | Nhóm Monsta X | Nhạc chủ đề |
| Thúc thúc chân dài | Seo Dong Sung | Park Seong-il              | Viên Á Duy    | Nhạc chủ đề |

## Hậu trường
Lee Dong-gun đóng vai một giáo viên Toán học ấm áp trong phim, nhưng trên thực tế anh ta thực sự không giỏi Toán.
Quan Hiểu Đồng đóng vai yêu thầm giáo viên Toán học trong phim, nhưng cô tiết lộ là cô là một Xử Nữ trong đời thực .